# محمد علی سفاری
محمد علی سفاری (انگلیسی: Mohammed Ali El Khider؛ زادهٔ ۱۰ فوریهٔ ۱۹۸۵) بازیکن فوتبال اهل سودان است.
از باشگاه‌هایی که در آن بازی کرده‌است می‌توان به باشگاه فوتبال المریخ اشاره کرد.
وی همچنین در تیم ملی فوتبال سودان بازی کرده‌است.